# Crista
Crista (lateinisch für „Leiste“, „Kamm“; Plural Cristae) ist in der Anatomie eine leistenförmige Struktur. Entsprechend der anatomischen Nomenklatur werden unterschieden:
- Crista zygomaticoalveolaris ist eine Knochenleiste beidseits am Oberkiefer des Menschen
- Crista ampullaris in der Bogengangampulle des Vestibularapparates, Absatz für das Sinnesepithel des Gleichgewichtsorgans
- Crista conchalis als Ansatzstelle der unteren Nasenmuschel an Oberkiefer und Gaumenbein
- Crista cutis, als Hautleiste (Papillarleiste, Dermatoglyphe) ein typisches Muster speziell an den Fingerkuppen bildend (s. a. Fingerabdruck)
- Crista ethmoidalis, als Ansatz der mittleren Nasenmuschel an Oberkiefer und Gaumenbein
- Crista galli, als Hahnen- oder Siebbeinkamm an der Lamina perpendicularis des Siebbeins, die Ansatzstelle für die Falx cerebri
- Crista iliaca, als „Darmbeinkamm“ vom vorderen oberen (Spina iliaca anterior superior) zum hinteren oberen Darmbeinstachel (Spina iliaca posterior superior) ziehend; als Ansatz- bzw. Ursprungsstelle für die drei seitlichen Bauchmuskeln sowie des Musculus latissimus dorsi und Musculus quadratus lumborum; siehe Darmbein
- Crista interossea, ein Synonym für den Margo interosseus als Ursprungs-/Ansatzstelle für die Membrana interossea an Unterarm und Unterschenkel
- Crista infratemporalis, eine Leiste am großen Keilbeinflügel, Grenzlinie zwischen Fossa temporalis und Fossa infratemporalis
- Crista intertrochanterica, die Verbindungslinie zwischen beiden Trochanteren (Trochanter major bzw. Trochanter minor) an der Rückseite des Oberschenkelknochens (Femur)
- Crista lacrimalis, als vordere (Crista lacrimalis anterior) und hintere (Crista lacrimalis posterior) Tränenleiste am Processus frontalis des Oberkiefers bzw. am Tränenbein, die knöcherne Begrenzung für den Eingang in den Tränen-Nasen-Kanal (Canalis nasolacrimalis)
- Cristae matricis unguis, in Längsrichtung verlaufende Leisten des Nagelbetts, die die Längsstreifung der Nagelplatte verursachen
- Cristae mitochondriales, jene Teile der Innenmembran der Mitochondrien, die im Querschnitt als Leisten imponieren
- Crista nasalis, am Ansatz der Nasenscheidewand bei Oberkiefer und Gaumenbein
- Crista nasomaxillaris, Stirnnasenpfeiler im Mittelgesicht
- Crista obturatoria, Syn.: Crista pubica; als knöcherne Ansatzlinie des Musculus rectus abdominis vom Tuberculum pubicum des oberen Schambeinastes nach innen zur Symphyse ziehend
- Crista occipitalis
  - Crista occipitalis externa, die mediane Leiste an der Außenseite des Hinterhauptsbeins
  - Crista occipitalis interna, die Ansatzstelle der Kleinhirnsichel (Falx cerebelli) an der Innenseite der Schädelbasis bzw. des Hinterhauptsbeins; in der Mittellinie von der Protuberantia interna zum großen Hinterhauptsloch (Foramen occipitale magnum)
- Crista pterygomaxillaris, paariger Flügelgaumenpfeiler im Mittelgesicht
- Cristae sacrales, jene Leisten an der Rückfläche des Kreuzbeins, die Reste der Verschmelzung der Dorn-, Gelenk- und Querfortsätze darstellen (Crista sacralis mediana in der Mittellinie, Crista s. intermedia und -lateralis seitlich davon)
- Crista supraventricularis eine Muskelleiste in der rechten Herzkammer; stellt die Grenze zwischen Conus arteriosus und der restlichen Herzkammer dar (Grenze zwischen Ein- und Ausströmungsbahn des rechten Ventrikels)
- Crista terminalis atrii dextri, eine Muskelleiste im rechten Herzvorhof; Ansatzstelle für die Musculi pectinati; entwicklungsgeschichtliche Grenze zwischen Sinus (Sinus venarum cavarum) und eigentlichem Vorhof
- Crista tuberculi majoris bzw. tuberculi minoris, am Oberarmknochen
- Crista urethralis, eine längsverlaufende Schleimhautfalte in der Harnröhre, beim Mann auch als Crista seminalis
- Crista vestibuli, im knöchernen Labyrinth